# Harley Granville-Barker

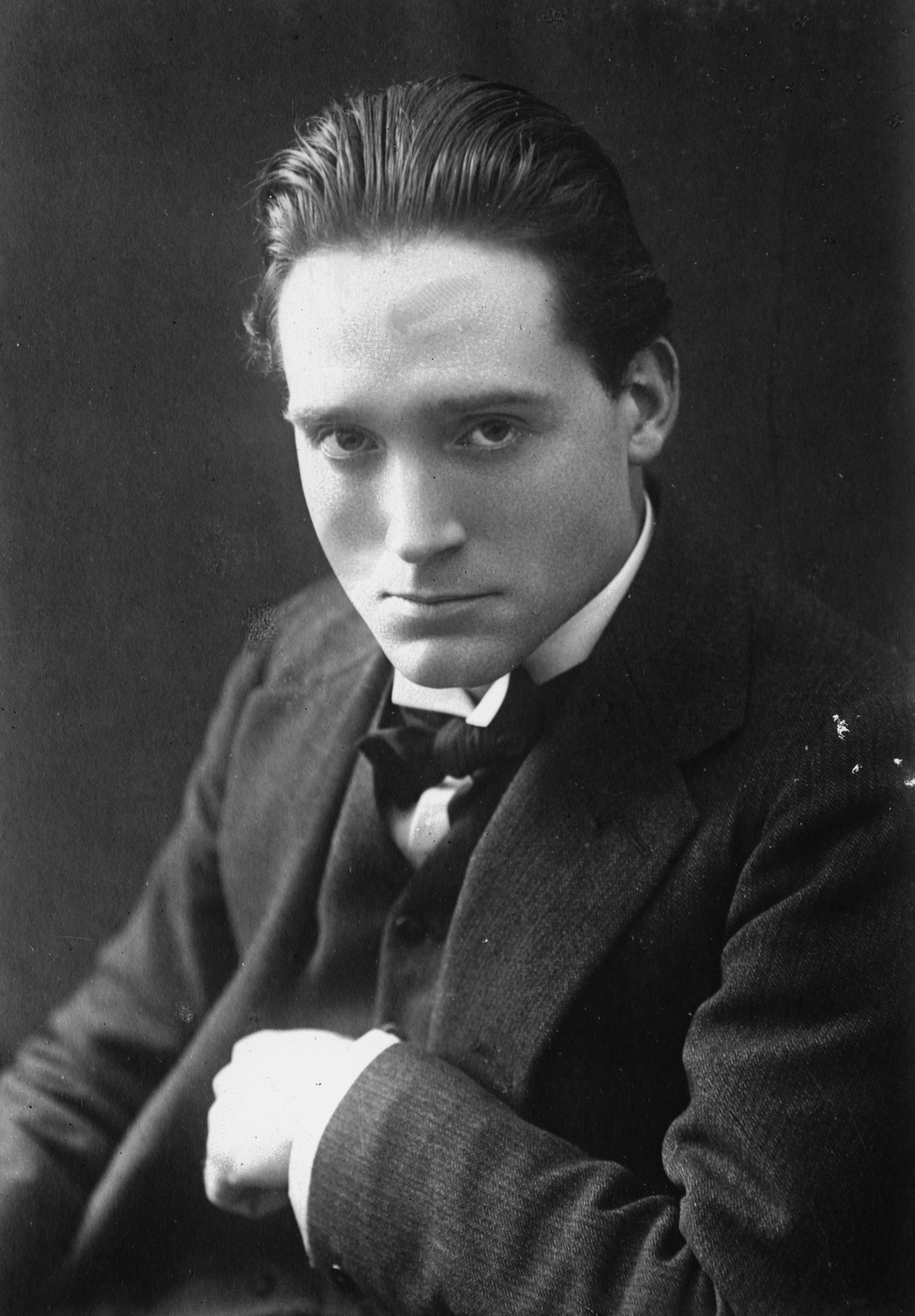
Harley Granville-Barker

Harley Granville-Barker (* 25. November 1877 in London als Harley Granville Barker; † 31. August 1946 in Paris) war ein britischer Dramatiker, Theaterregisseur, Theaterleiter und Schauspieler.

## Leben
Harley Granville Barker wurde am 25. November 1877 in London geboren. Ab 1892 stand er als Schauspieler auf der Theaterbühne.
Im Jahr 1900 trat er der Elizabethan Stage Society bei und leitete ab 1904 mit John Eugene Vedrenne das Royal Court Theatre, wo er Stücke von Henrik Ibsen, Maurice Maeterlinck und George Bernard Shaw inszenieren ließ. Bekannt wurde er vor allem durch seine Shakespeare-Inszenierungen.
Daneben produzierte er zahlreiche von ihm selbst verfasste Stücke wie The Voysey Inheritance (1905), Prunella (1906), Waste (1907) und The Madras House (1910).
Während des Ersten Weltkriegs arbeitete Granville-Barker beim Roten Kreuz. Nach Kriegsende wurde er zum Präsidenten der British Drama League gewählt. Später ließ er sich mit seiner zweiten Frau, einer Amerikanerin, in Paris nieder. Mit seiner Frau übersetzte er in den folgenden Jahren zahlreiche spanische Bühnenstücke.
Ab 1923 begann er mit dem Verfassen seiner mehrteiligen Serie Prefaces to Shakespeare, die zwischen 1927 und 1948 erschien. Die Serie gilt als wichtiges Werk der Shakespeare-Kritik.
Nach Beginn des Westfeldzugs floh Granville-Barker 1940 mit seiner Familie über Spanien in die Vereinigten Staaten, wo er für die British Information Services arbeitete und Vorlesungen an der Harvard University hielt. 1946 kehrte er nach Paris zurück, wo er kurz darauf verstarb.